# Guglielmo d'Altavilla
Guglielmo d'Altavilla, anche detto Guglielmo del Principato (1027 – 1080), è stato un condottiero e cavaliere medievale normanno; divenne Conte di molte terre all'interno del Principato di Salerno dal 1056 e in seguito governò anche la Capitanata.
Nelle cronache latine è chiamato indifferentemente Willermus o Wilelmus (dal francese Guillaume). Era il fratellastro omonimo di Guglielmo d'Altavilla, detto Braccio di Ferro.

## Biografia
Guglielmo era uno dei figli cadetti di Tancredi d'Altavilla e della sua seconda moglie Fredesenda; lasciò la Normandia attorno al 1053 insieme al fratellastro più anziano Goffredo ed al fratello Malgerio.
Nell'anno della sua venuta in Italia partecipò alla Battaglia di Civitate e fu accolto cordialmente da suo fratellastro Umfredo, conte di Puglia e Calabria in carica.
Nel 1055, si distinse nella presa del castello di San Nicandro, sul fiume Tanagro e nei pressi di Eboli, e di altre piazzeforti. Con la morte di Umfredo (febbraio 1057), Guglielmo perdette un protettore che l'aveva sempre favorito rispetto al fratello maggiore Roberto il Guiscardo. Così invitò il fratello minore Ruggero, che non aveva ancora terre, ad unirsi a lui: gli promise metà di tutto ciò che possedeva escluso moglie e figli, gli diede il Castello di Scalea e lo aiutò contro il fratello maggiore Roberto il Guiscardo, che aveva usurpato i possedimenti di Umfredo, sottraendoli ai legittimi eredi, Abelardo d'Altavilla ed Ermanno d'Altavilla. 

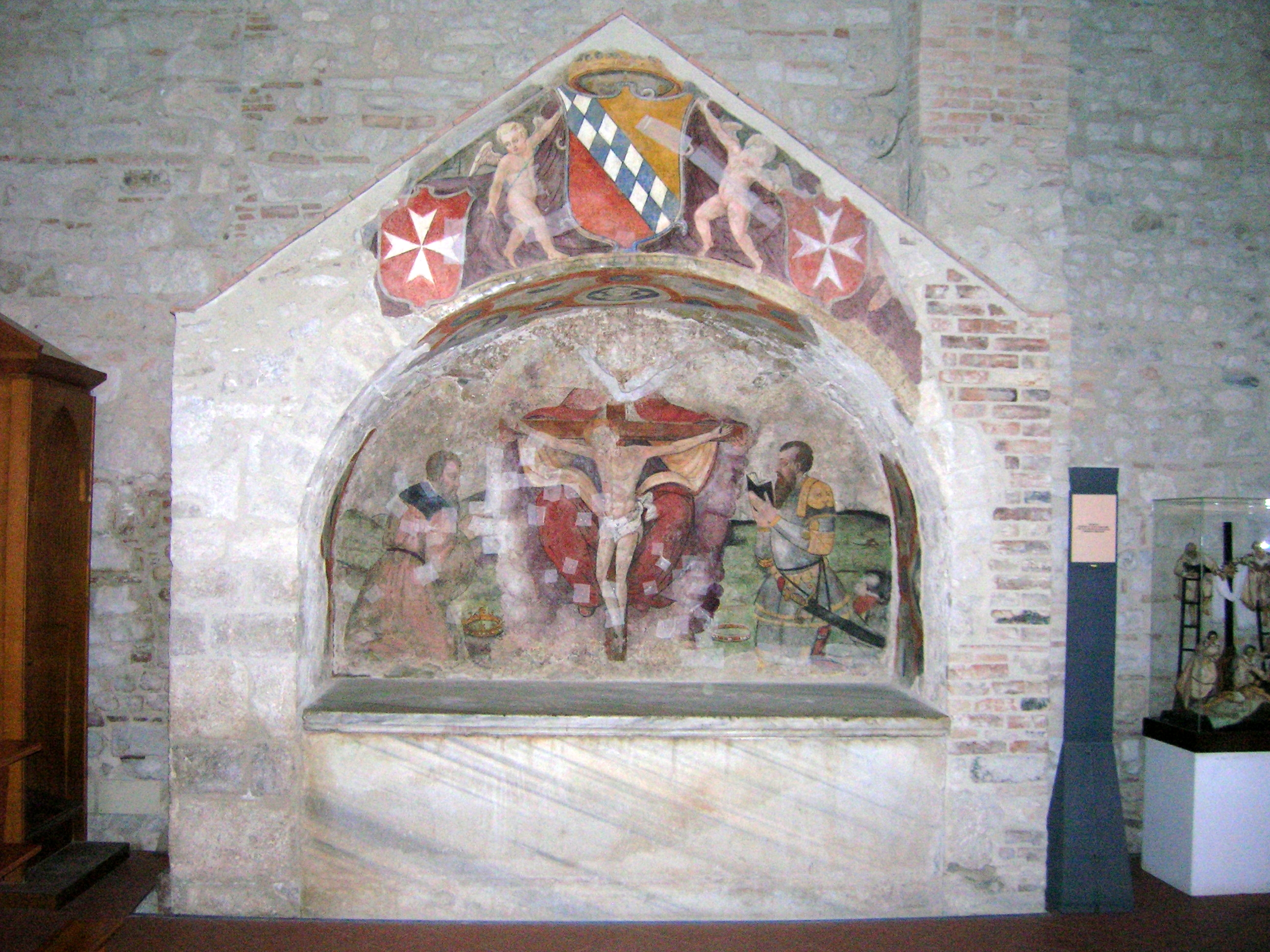
Tomba degli Altavilla, abbazia della SS. Trinità, Venosa.

Nel 1058 o 1059, Guglielmo sposò Maria, principessa longobarda, figlia di Guido (duca di Sorrento e fratello di Guaimario IV principe di Salerno); Guglielmo ereditò tutti i possedimenti di Guido nel Principato di Salerno e combatté contro il successore di Guaimario, Gisulfo II, le cui terre occupò fino a lasciare ben pochi possedimenti all'effettivo Principe di Salerno. Entrò quindi in conflitto anche contro il fratello Roberto, quando questi venne in aiuto di Gisulfo che gli aveva promesso in moglie sua sorella Sichelgaita di Salerno. Le relazioni tra i fratelli si appianarono poi in seguito.
Ereditò inoltre la Capitanata da Malgerio, che morì tra il 1054 ed il 1060.
Nel 1067 fu scomunicato al Concilio di Melfi insieme a Turgisio di Sanseverino e Guimondo de Moulins, per aver rubato le proprietà della Chiesa di Alfano I, arcivescovo di Salerno. Quello stesso anno si recò a Salerno per riconciliarsi con il Papa Alessandro II.
Secondo alcune fonti morì nel 1080. Alla morte lasciò i possedimenti nel Principato di Salerno al suo figlio maggiore, di nome Roberto, mentre lasciò la Capitanata al fratellastro Goffredo (secondo Malaterra in segno di amore fraterno). Fu sepolto nella chiesa della Santissima Trinità di Venosa. Il terzogenito, Riccardo, partecipò alla prima crociata e fu, dal 1104 al 1108, reggente della contea di Edessa in terrasanta.

## Ascendenza
|                         |                          |         | Genitori |  |  | Nonni |  |  | Bisnonni |  |  | Trisnonni |  |
|                         |                          |         |          |  |  |       |  |  | …        |  |  | …         |  |
|                         |                          |         |          |  |  |       |  |  | …        |  |  | …         |  |
|                         |                          | …       |          |  |  |       |  |  | …        |  |  |           |  |
| …                       |                          |         |          |  |  |       |  |  | …        |  |  |           |  |
|                         |                          | …       | …        |  |  |       |  |  |          |  |  |           |  |
|                         |                          | …       | …        |  |  |       |  |  |          |  |  |           |  |
|                         |                          | …       | …        |  |  |       |  |  |          |  |  |           |  |
| Tancredi d'Altavilla    |                          | …       |          |  |  |       |  |  |          |  |  |           |  |
|                         |                          | …       | …        |  |  |       |  |  |          |  |  |           |  |
|                         |                          | …       | …        |  |  |       |  |  |          |  |  |           |  |
|                         |                          | …       | …        |  |  |       |  |  |          |  |  |           |  |
| …                       |                          | …       |          |  |  |       |  |  |          |  |  |           |  |
|                         |                          | …       | …        |  |  |       |  |  |          |  |  |           |  |
|                         |                          | …       | …        |  |  |       |  |  |          |  |  |           |  |
|                         |                          | …       | …        |  |  |       |  |  |          |  |  |           |  |
| Guglielmo d'Altavilla   |                          | …       |          |  |  |       |  |  |          |  |  |           |  |
|                         | Guglielmo I di Normandia | Rollone |          |  |  |       |  |  |          |  |  |           |  |
|                         | Guglielmo I di Normandia | Rollone |          |  |  |       |  |  |          |  |  |           |  |
|                         | Guglielmo I di Normandia | Poppa   |          |  |  |       |  |  |          |  |  |           |  |
| Riccardo I di Normandia | Guglielmo I di Normandia |         |          |  |  |       |  |  |          |  |  |           |  |
|                         |                          | Sprota  | …        |  |  |       |  |  |          |  |  |           |  |
|                         |                          | Sprota  | …        |  |  |       |  |  |          |  |  |           |  |
|                         |                          | Sprota  | …        |  |  |       |  |  |          |  |  |           |  |
| Fresenda                |                          | Sprota  |          |  |  |       |  |  |          |  |  |           |  |
|                         |                          | …       | …        |  |  |       |  |  |          |  |  |           |  |
|                         |                          | …       | …        |  |  |       |  |  |          |  |  |           |  |
|                         |                          | …       | …        |  |  |       |  |  |          |  |  |           |  |
| …                       |                          | …       |          |  |  |       |  |  |          |  |  |           |  |
|                         |                          | …       | …        |  |  |       |  |  |          |  |  |           |  |
|                         |                          | …       | …        |  |  |       |  |  |          |  |  |           |  |
|                         |                          | …       | …        |  |  |       |  |  |          |  |  |           |  |
|                         |                          | …       |          |  |  |       |  |  |          |  |  |           |  |